# New Orleans Brass
New Orleans Brass var ett amerikanskt professionellt ishockeylag som spelade i den amerikanska ishockeyligan East Coast Hockey League (ECHL) mellan 1997 och 2002. Laget spelade de två första åren i Municipal Auditorium och de återstående åren i New Orleans Arena i New Orleans i Louisiana. År 2002 flyttade basketlaget Charlotte Hornets (NBA) från Charlotte i North Carolina till New Orleans. Det uppstod diskussioner om vem som skulle betala omkonverteringen mellan basketplan och ishockeyrink. Ägarkonsortiet, bestående av bland andra Ray Nagin, var inte beredda att betala det ur egen ficka. De beslutade att lämna New Orleans Arena och försökte få till ett avtal om att flytta tillbaka till Municipal Auditorium men inget avtal kunde upprättas. Det innebar att ishockeylaget tvingades att upphöra med verksamheten.
Brass var farmarlag till Edmonton Oilers, Montreal Canadiens, Nashville Predators och San Jose Sharks i National Hockey League (NHL) under ishockeylagets existens.
Laget vann ingen Kelly Cup, som är trofén till det lag som vinner ECHL:s slutspel.
Spelare som spelade för dem var bland andra Jesse Boulerice, Gordie Dwyer och Mike Minard.